# Monique Ngock
Monique Ngock, née le 17 septembre 2004 à Mfou, est une footballeuse internationale camerounaise évoluant au poste de milieu de terrain.

## Carrière

### En club
Monique Ngock joue au Canon Yaoundé jusqu'en 2019 où elle rejoint l'Éclair Football Filles de Sa'a.
En septembre 2022, elle quitte le Cameroun pour s'engager avec le club français du Stade de Reims, signant un contrat de trois ans.

### En sélection
Elle est appelée en équipe du Cameroun pour disputer la Coupe d'Afrique des nations 2022.

## Distinctions personnelles
- Ballon d'or féminin camerounais en 2022[4],[5]

- Trophée NXGN Nine en 2023[6]